# Титарівська сільська рада
| Титарівська сільська рада — колишній орган місцевого самоврядування у Старобільському районі Луганської області з адміністративним центром у с. Титарівка. Історична дата утворення: в 1951 році. Водоймища на території, підпорядкованій даній раді: річка Айдар. Сільській раді підпорядковані населені пункти: - с. Титарівка - с. Новоселівка |

## Склад ради
Рада складається з 16 депутатів та голови.

### Керівний склад ради
| ПІБ                      | Основні відомості                                                                 | Дата обрання | Дата звільнення |
| ------------------------ | --------------------------------------------------------------------------------- | ------------ | --------------- |
| Овсянік Любов Михайлівна | Сільський голова, 1960 року народження, освіта, член Комуністичної партії України | 26.03.2006   | 31.10.2010      |
| Овсянік Любов Михайлівна | Сільський голова, 1960 року народження, освіта вища, член Партії регіонів         | 31.10.2010   |                 |

Примітка: таблиця складена за даними джерела